# اولگا آکوپیان
اولگا آکوپیان (روسی: Ольга Сергеевна Акопян؛ زادهٔ ۴ مارس ۱۹۸۵) بازیکن هندبال اهل روسیه بود.
وی همچنین برندهٔ جوایزی همچون نشان دوستی شده‌است.